# Al Leong
Albert Leong noto come "Al" (Saint Louis, 30 settembre 1952) è un attore e stuntman statunitense, noto per aver interpretato spesso il ruolo del terrorista o del tirapiedi esperto di arti marziali, la sua figura è da molti ricordata, ad esempio in Grosso guaio a Chinatown (1986) o in Trappola di cristallo (1988).

## Filmografia parziale

### Cinema
- Grosso guaio a Chinatown (Big Trouble in Little China), regia di John Carpenter (1986)
- Arma letale (Lethal Weapon), regia di Richard Donner (1987)
- Trappola di cristallo (Die Hard), regia di John McTiernan (1988)
- Colpi proibiti (Death Warrant), regia di Deran Sarafian (1990)
- Drago d'acciaio (Rapid fire) regia di  Dwight H. Little (1992)
- Last Action Hero - L'ultimo grande eroe (Last Action Hero), regia di John McTiernan 1993)
- Beverly Hills Cop III - Un piedipiatti a Beverly Hills III (Beverly Hills Cop III), regia di John Landis (1994)
- Fuga da Los Angeles (Escape from L.A.), regia di John Carpenter (1996)
- Godzilla, regia di Roland Emmerich (1998)
- Il Re Scorpione (The Scorpion King), regia di Chuck Russell (2002)

### Televisione
- Ai confini della realtà (The Twilight Zone) - serie TV, episodio 1x35 (1986)

## Doppiatori italiani
Nelle versioni in italiano delle opere in cui ha recitato, Al Leong è stato doppiato da:
- Silvio Anselmo in Arma letale
- Andrea Ward in Trappola di cristallo